# Пас, Хосе Мария
Хосе Мария Пас-и-Аэдо (исп. José María Paz y Haedo; 9 сентября 1791, Кордова — 22 октября 1854, Буэнос-Айрес) — аргентинский военный деятель времён войны за независимость и гражданской войны, бригадный генерал.

## Ранние годы
Родился в Кордове, в креольской семье Хосе Паса и Марии Гаэдо. Изучал философию и теологию в семинарии де Лорето, затем учился в университете Кордовы, по окончании которого получил степень бакалавра искусства, математики, латыни и права.
После Майской революции он присоединился к армии, которая боролась против испанских роялистов за независимость Аргентины. Его брат, Хулиан Пас Гаэдо, родившийся в 1793 году, также был офицером революционной армии.

## Битвы за независимость
В 1811-12 годах Хосе Пас сражался в Северной армии под командованием генерала Мануэля Бельграно в Верхнем Перу.
Позже вместе со своим братом участвовал в сражениях под Вилькапухио, Айохумой, Пуэсто-дель-Маркес и Вента-и-Медиа. В последней битве он получил ранение в руку, после чего за ним закрепилось прозвище «Однорукий Пас» (исп. El Manco Paz). В 1814 году верховный правитель Хуан Мартин де Пуэйредон назначил его командующим батальона национальных драгунов (Dragones de la Nación) и присвоил звание полковника.

## Гражданская война
В 1817 году Бельграно начал войну с противниками централизации власти в провинции Буэнос-Айрес. Пас в этой борьбе противостоял силам Эстанислао Лопеса, командующего федералистскими войсками, и нанёс ему поражение в битве под Ла-Херрадурой в провинции Кордова.

## Война против Бразилии
Объектом войны между двумя странами стала территория Восточной провинции (ныне Уругвай). Она началась в 1825 году и завершилась за три года победой аргентинцев.
В битве под Итужаингу, имея меньшую численность войск, Пас истощил бразильские силы, а потом заставил их сдаться. По приказу президента Бернардино Ривадавия ему было присвоено звание генерала. Он стал первым генералом — выпускником аргентинской военной школы.
После окончания войны с Бразилией Пас вернулся в Буэнос-Айрес, где генерал Хуан Лавалье приказал ему готовить армию к борьбе с многочисленными каудильо, которые начинали поднимать мятежи в провинциях. Таким образом, Пас продолжил участие в гражданской войне на стороне унитаристов.

## Заключённый Лопеса
После подписания в 1831 году Федерального пакта между провинциями Буэнос-Айрес и Санта-Фе правительство последней присоединилось к вторжению в провинцию Кордова. К этому времени Пас был готов бороться против Эстанислао Лопеса. Он отправился в разведку по местности, которая не была надёжно прикрыта его войсками, где попал во вражескую засаду вместе с небольшим отрядом. Он был захвачен в плен, а его армия разбрелась из-за отсутствия командования. Таким образом, унитаристы были обречены на поражение в этой борьбе.
По приказу Лопеса генерал Пас был доставлен в город Санта-Фе, где провёл следующие четыре года в тюрьме, прежде чем был передан в руки Хуана Мануэля де Росаса. Последний приказал заточить Паса в городе Лухан ещё на три года.

## Корриентес и Монтевидео
К тому времени, как Пас был освобождён, Лавалье уже одержал победу над каудильо Паскуалем Эчагуэ в битве при Саусе-Гранде (16 июля 1840 года). Он намеревался пересечь реку Парана, чтобы переправить свои силы на поддержку Буэнос-Айреса, и предложил Пасу присоединиться к нему. Понимая, что такой шаг оставит Корриентес незащищённым, Пас отказался и остался помогать губернатору Педро Ферре.
В Корриентесе Пас имел проблемы с формированием боеспособной армии. Это было связано с сильным истощением провинции в ходе войны. Поэтому генералу пришлось комплектовать свою армию необученным ополчением, большинство которого составляла молодежь (из-за этого отряды Паса получили прозвище «армия школьников»). Также были проблемы с вооружением — генерал имел в своём распоряжении лишь небольшое количество ружей. Вражеские армии расположились на разных берегах реки Корриентес, которая разделяет провинцию примерно пополам. После длительной позиционной борьбы 26 ноября 1841 года Пасу удалось большими силами пересечь реку и за два дня разбить войско противника.
В 1842 году он вторгся в Энтре-Риос, преследуя остатки армии Эчагуэ, и взял Ла-Бахаду (ныне Парана), после чего установил свою власть в провинции. Вместе с тем такой поворот вызвал недовольство губернатора Ферре. Вместо того чтобы помогать Пасу, он решает сосредоточиться на боевых действиях в Буэнос-Айресе. Ферре приказал победоносным силам вернуться в Корриентес, оставив Паса без поддержки в Энтре-Риос. Последний был вынужден отправиться в Монтевидео к своей семье.
Когда известие о битве при Арройо-Гранде 12 декабря 1842 года достигло Монтевидео, он был назначен главнокомандующим так называемой Резервной армии партии Колорадо, чтобы иметь возможность противостоять армии Мануэля Орибе, осадившей при поддержке Росаса Монтевидео. Эффективно организовав оборону, Пас оставался во главе армии до июня 1844 года, когда отправился в Бразилию.
Оттуда он вернулся в Корриентес, где новый губернатор Хоакин Мадариага назначил его командовать армией против Росаса. В первые дни 1846 года Уркиса и Сервандо Гомес, союзники Росаса, вторглись в Корриентес. Пас медленно отступал, и Уркиса занял более половины провинции и разбил арьергард Хуана Мадариаги, брата губернатора, который попал в плен. Уркиса продолжал медленно продвигаться вперед, пока не столкнулся с оборонительной позицией Паса, но не вступил в бой и отступил к Энтре-Риосу, не преследуемый. Начались переговоры между Уркисой и губернатором Корриентеса, но Пас отказался договариваться с Уркисой и в марте 1846 года организовал революцию. Быстрая реакция сторонников Мадариаги вынудила генерала бежать в Парагвай.

## Последние годы
Политическая нестабильность заставила Паса в итоге уехать в Парагвай, а затем — в Рио-де-Жанейро. Там он занялся сельским хозяйством и сильно обеднел. 5 июня 1848 года умерла его жена.
После того как он получил известие о начале восстания Уркисы против Росаса, Пас решил вернуться в Аргентину. 11 сентября 1853 года Уркиса присвоил ему звание бригадного генерала и отправил на границу с Санта-Фе.
Он умер через год и был похоронен с большими почестями, которые заслужил своим самоотверженным патриотизмом. Во времена президентства Доминго Сармьенто его тело было помещено в собор Кордовы, а также было проведено перезахоронение останков его жены.

## Память
Скоростная трасса, которая является границей между столичным округом Буэнос-Айрес и одноимённой провинцией, названа в честь генерала Паса.